# Eucynortula
Eucynortula is een geslacht van hooiwagens uit de familie Cosmetidae.
De wetenschappelijke naam Eucynortula is voor het eerst geldig gepubliceerd door Roewer in 1912. 

## Soorten
Eucynortula omvat de volgende 12 soorten:
- Eucynortula albipunctata
- Eucynortula alboirrorata
- Eucynortula auropicta
- Eucynortula bituberculata
- Eucynortula lata
- Eucynortula metatarsalis
- Eucynortula multilineata
- Eucynortula nannocornuta
- Eucynortula pentapunctata
- Eucynortula puer
- Eucynortula rugipes
- Eucynortula ypsilon